# Zprávy Google
Zprávy Google jsou agregátor zpráv vyvinutý společností Google. Zprávy Google vyhledávají aktuální články od tisíců vydavatelů a nabízejí je uživatelům k přečtení. Zprávy Google jsou k dispozici na platformě Android, iOS a na webu. Betaverze byla spuštěna v září 2002, oficiální stabilní verze byla vydána v lednu 2006. Google Zprávy byly zpracovány na návrh Inda Krishny Bharata.

## Kontroverze s vydavateli
V březnu 2005 žalovala agentura Agence France-Presse (AFP) Google za údajné porušení autorských práv ze strany Googlu. Údajně Zprávy Google porušily jejich autorská práva, protože “Zprávy Google zobrazují fotografie, titulky článků a příběhy od Agence France-Presse bez jejich povolení”. Požadovali pokutu 17,5 miliónů amerických dolarů. V roce 2007 společnost Google oznámila, že za obsah od Associated Press (vlastník AFP) zobrazený ve Zprávách Google platí poplatek, a že články nejsou trvale archivovány. 23. prosince 2009 Zprávy Google přestaly zobrazovat obsah od Associated Press.